# Mysidia nigrithorax
Mysidia nigrithorax är en insektsart som beskrevs av Broomfield 1985. Mysidia nigrithorax ingår i släktet Mysidia, och familjen Derbidae. Inga underarter finns listade.